# Rising for the Moon
Albums de Fairport Convention
Fairport Live Convention
(1974) Gottle O'Geer
(1976)
Rising for the Moon est le dixième album studio du groupe de folk rock britannique Fairport Convention. Il est sorti en 1975 sur le label Island Records.
La chanteuse Sandy Denny, qui a rejoint le groupe au cours de sa tournée de l'année précédente, écrit ou coécrit sept des onze morceaux de l'album. Le batteur Dave Mattacks quitte le groupe au cours des séances d'enregistrement ; il est remplacé par Bruce Rowland (en).
Rising for the Moon est le premier album de Fairport Convention auquel ne participe pas le producteur John Wood (en). Le groupe fait appel à Glyn Johns pour obtenir un son susceptible de conquérir le marché pop. En fin de compte, Rising for the Moon n'atteint que la 143e place du Billboard 200.

## Fiche technique

### Chansons
| 1. | Rising for the Moon | Sandy Denny                            | 4:08 |
| 2. | Restless            | Trevor Lucas, Pete Roche               | 4:00 |
| 3. | White Dress         | Dave Swarbrick (en)                    | 3:44 |
| 4. | Let It Go           | Sandy Denny, Dave Pegg, Dave Swarbrick | 2:00 |
| 5. | Stranger to Himself | Sandy Denny                            | 2:52 |
| 6. | What Is True        | Sandy Denny                            | 3:33 |

| 7.  | Iron Lion       | Trevor Lucas               | 3:28 |
| 8.  | Dawn            | Sandy Denny, Jerry Donahue | 3:42 |
| 9.  | After Halloween | Sandy Denny                | 3:38 |
| 10. | Night-Time Girl | Dave Pegg, Dave Swarbrick  | 2:56 |
| 11. | One More Chance | Sandy Denny                | 7:52 |

La réédition remasterisée de Rising for the Moon parue en 2005 chez Island Records inclut quatre titres bonus.
| 12. | Tears                                     | Trevor Lucas | 4:09 |
| 13. | Rising for the Moon (démo de Sandy Denny) | Sandy Denny  | 3:06 |
| 14. | Stranger to Himself (démo de Sandy Denny) | Sandy Denny  | 2:17 |
| 15. | One More Chance (démo de Sandy Denny)     | Sandy Denny  | 3:46 |

### Musiciens
- Sandy Denny : chant, piano, piano électrique
- Trevor Lucas : chant, guitare rythmique
- Dave Swarbrick (en) : chant, violon, alto, mandoline, dulcimer, autoharpe, guitare acoustique
- Jerry Donahue : guitare solo
- Dave Pegg : basse, guitare électrique, chœurs
- Dave Mattacks : batterie sur Rising for the Moon, Restless, White Dress, Dawn et One More Chance
- Bruce Rowland (en) : batterie sur Let It Go, Stranger to Himself, What Is True, Iron Lion, After Halloween et Night-Time Girl

### Équipe de production
- Glyn Johns : producteur, ingénieur du son
- Benny King : ingénieur du son assistant
- Marion Appleton : pochette
- Keith Morris (en) : photographie

### Classements et certifications
| Pays (classement)             | Meilleure position |
| ----------------------------- | ------------------ |
| États-Unis (Billboard 200)    | 143                |
| Royaume-Uni (UK Albums Chart) | 52                 |